# Jennifer Cardini

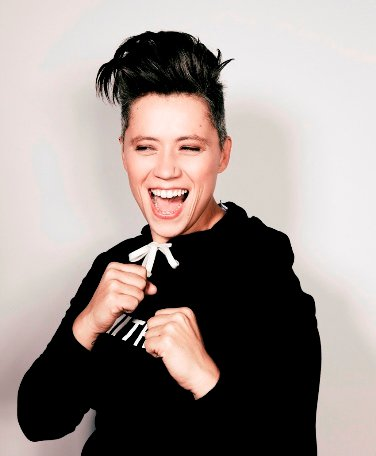
Jennifer Cardini auf der Share Conference 2011 in Belgrad

Jennifer Cardini (* 1974 in Nizza) ist eine französische DJ und Musikerin. Ihr musikalischer Schwerpunkt liegt bei den Stilrichtungen Minimal Techno, Elektro und House.

## Leben
Jennifer Cardini wuchs in der südfranzösischen Hafenstadt Nizza auf. Als Teenager besuchte sie erstmals einen der örtlichen Clubs, wo unter anderem Laurent Garnier auflegte. Ihr Interesse an elektronischer Musik war geweckt und sie begann sich zahlreiche Platten zu kaufen, die vorwiegend von den Musikrichtungen Detroit Techno, Chicago House und Acid House geprägt waren.
Bald begann Cardini selbst als DJ in französischen Clubs aufzulegen. Anfangs spielte sie vor allem House. Auch ihre erste Single, die sie 1996 bei dem Label Pumpkin Records veröffentlichte, war ein Acid-House-Stück.
Nachdem sie 1998 nach Paris gezogen war, gehörte sie zu den ersten französischen DJs, die das Konzept des Minimal Techno verfolgten. Sie wurde Resident-DJ in der Pariser Diskothek Rex Club, wo sie bis heute regelmäßig auflegt. Einen bedeutenden Einfluss auf ihren weiteren musikalischen Werdegang hatten ihre Auftritte in dem kleinen Lesbenclub Le Pulp, der sich zu einem Zentrum der avantgardistischen Underground-Musikbewegung von Paris entwickelte. Zusammen mit anderen DJs der Pariser Szene wie Chloé und Ivan Smagghe erreichte sie internationale Bekanntheit und legte in europäischen Clubs wie dem Fabric in London oder der Panorama Bar in Berlin auf. Sie veröffentlichte unter anderem bei den Labels Crosstown Rebels, Mobilee Records, Kill The DJ and Output weitere EPs und Remixe.
2008 kam sie als erste weibliche französische Künstlerin bei Kompakt unter Vertrag. Dort erschien ihre Mix-CD Feeling strange.
2010 gründete Cardini ihr eigenes Label Correspondant. Sie lebt heute in Köln.

## Diskographie

### Mix-CDs
- Electroniculture vol2, UCMG, 2001
- Flash, UCMG, 2002
- Lust, UWe, 2005
- Feeling strange, Kompakt, 2008
- Rexperience 2, Module (Rough Trade Records), 2011

### EPs
- Trash cocktail, Pumpkin Records, 1994
- Girls 6, Pumpkin Records, 1996
- Black Strobe feat Jennifer: Me and madonna, Output Recordings, 2002
- Jennifer & Hô: Stay, Crosstown Rebels, 2005
- Jenny goes dirty: Amoureux solitaires, Kill the DJ, 2005
- Jennifer Cardini feat the 22 crew: Egal, Dirt Crew Recordings, 2005
- Jennifer Cardini & Shonky: August in Paris/Lies, Mobilee Records, 2006
- Jennifer Cardini & Shonky: Tuesday paranoia, Crosstown Rebels, 2008

### Remixe (Auswahl)
- Kevin Scherschel: Heartbreaker, Jennifer Cardini’s you can’t break my heart remix, Edelweiss
- Fred Hush: Darkness – Jennifer Cardini remix, Kill the DJ
- Anja Schneider & Sebo K: Rancho relaxo, Cardini & Shonky’s Eiffel tower remix, Mobilee records
- Bosco: Novoscreen – Marie Chantal Remix (Chloe & Jennifer), Catalogue
- Electric Indigo & Irradiation: Phytoplankton – Jennifer Cardini´s Remix, Temp Records
- Chloe: One in Other – Jennifer Cardini´s Remix, Kill the DJ